# برجانوش مسریان
برجانوش هامبارتسومی مسریان-اوکسوزیان (ارمنی: Պերճանուշ Համբարձումի Մսրյան-Օքսուզյան؛ انگلیسی: Perchanoush Msryan زاده ۱۴ اوت ۱۹۱۴ - درگذشته ۱۲ ژانویهٔ ۲۰۰۹) یک معمار، مهندس، سازنده ارشد اهل ارمنستان بود.

## زندگی‌نامه
وی در ۱۴ اوت ۱۹۱۴ در گیومری به دنیا آمد و از دانشگاه ملی پلی‌تکنیک ارمنستان (۱۹۳۸) فارغ‌التحصیل گشت. عضو اتحادیه معماران ارمنستان (۱۹۴۳)  وی در ۱۲ ژانویهٔ ۲۰۰۹ در سن ۹۴ سالگی در ایروان درگذشت.

## نگارخانه

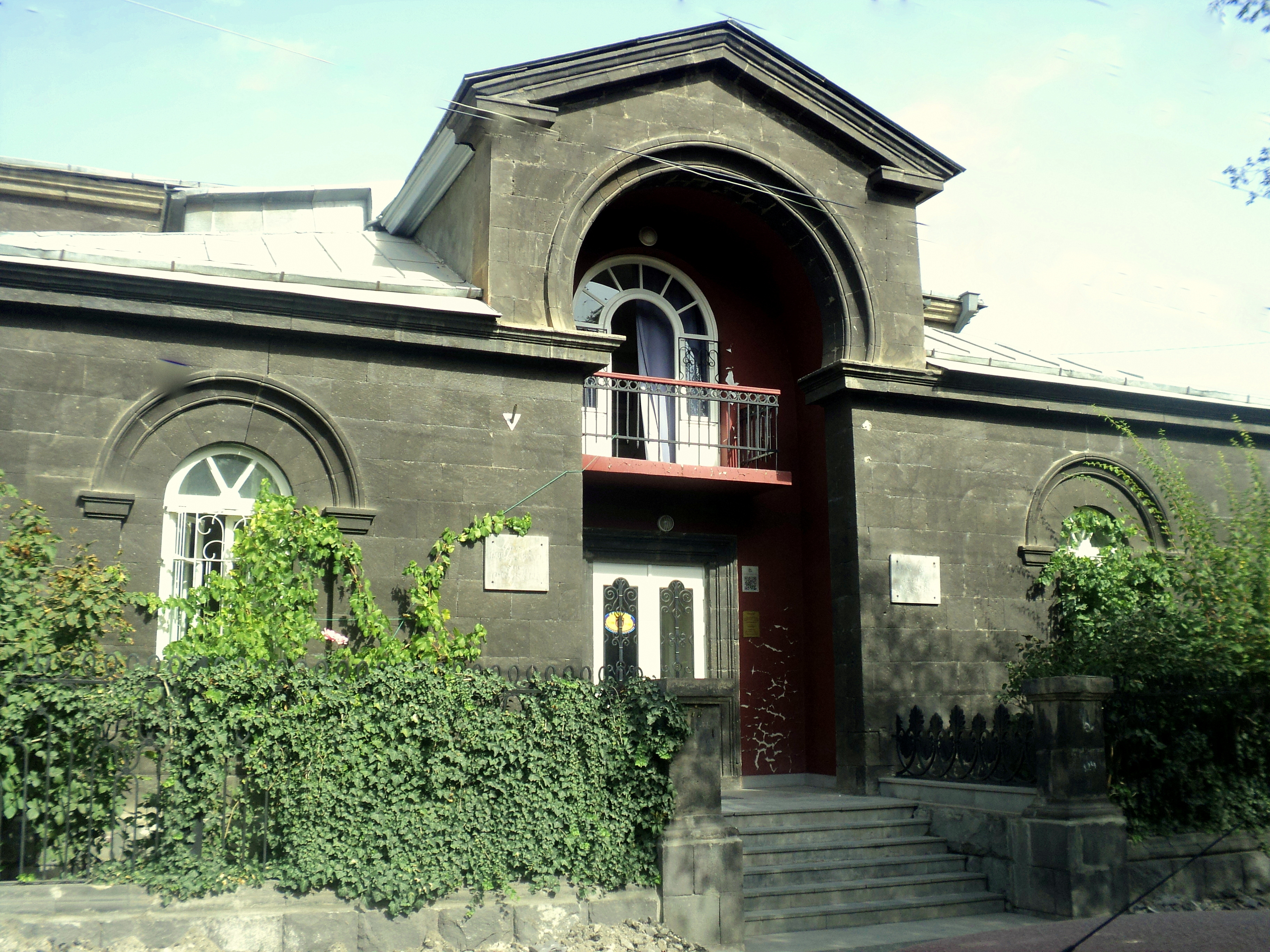

## یادداشت
1. ↑  master builder